# Video marketing
Video marketing – jedna ze strategii marketingu internetowego. Zaliczana jest ona często do działań reklamowych BTL (ang. below the line) i wiąże się nie tylko z tworzeniem treści wideo, ale także z zarządzaniem serwisami, na których są one publikowane.
Strategia video marketingowa zakłada zrealizowanie celów marki, takich jak wzmocnienie jej wizerunku wśród klientów czy wypromowanie nowego produktu, przy pomocy treści filmowych, publikowanych w różnych kanałach - mediach społecznościowych, stronach internetowych, newsletterach czy serwisach wideo (YouTube, Vimeo itp.).

## Przykłady treści video marketingowych
Do najczęściej wykorzystywanych form video marketingu zalicza się między innymi:
- blogi video - współpraca z videoblogerami polegająca na oferowaniu im darmowych produktów w zamian za pokazanie ich w filmie;
- webinary (szkolenia w sieci) - pomagają nie tylko wypromować produkt firmy (usługi), ale także zwiększają jej wiarygodność, pozwalają na nawiązanie kontaktu z klientami (poprzez czat i zadawane na nim pytania) oraz kreują wizerunek firmy jako eksperta w danej dziedzinie;
- poradniki wideo - polegają na promowaniu produktów poprzez przedstawienie ich najciekawszych zastosowań. Przedstawienie rozwiązań najczęstszych problemów, z jakimi spotykają się klienci, również buduje świadomość firmy jako eksperta;
- Wideorecenzje produktów - dzięki nim klienci mogą zapoznać się z danym produktem przed zakupem, zobaczyć jak działa i wygląda on w rzeczywistości oraz poznać zawartość pudełka (tak zwane “unboxingi”).

## Zalety i wady strategii video marketingowej[3]
Zalety:
- treści filmowe w o wiele większym stopniu angażują uwagę odbiorców;
- wideo wzbudza wśród widzów emocje - o wiele bardziej efektywnie niż innego rodzaju materiały[4];
- treści tworzone w ramach video marketingu są łatwiejsze w odbiorze, niż obszerne artykuły pisane w ramach strategii content marketingowej;
- treści filmowe są coraz popularniejsze w internecie i nazywane są niekiedy przyszłością marketingu internetowego[5]

Wady
- wymaga dużych nakładów finansowych (odpowiednio wyposażone studio filmowe, programy do montażu, specjaliści);
- przygotowanie wartościowego wideo jest czasochłonne;
- niektórzy odbiorcy wolą szybko przeczytać artykuł, zamiast oglądać kilkuminutowe wideo - rozwiązaniem jest w takim przypadku dołączenie do filmu transkrypcji bądź tekstu uzupełniającego, podsumowującego.

## Video marketing a pozycjonowanie
W przeciwieństwie do content marketingu (marketingu treści), materiały wideo podlegają innym zasadom, jeśli chodzi o ich pozycjonowanie. Wyszukiwarka Google nie potrafi dokonać analizy filmu, aby poznać jego tematykę, dlatego istotne jest zawarcie dodatkowych informacji, które będą wspomagać działania SEO.
Szczególnie istotne - zwłaszcza w przypadku publikowania filmu w serwisie YouTube - jest nadanie właściwego tytułu, najlepiej takiego, który zawiera najczęściej wyszukiwaną frazę kluczową. Inną ważną kwestią jest uzupełnienie opisu filmu, gdzie również można zamieścić popularne słowa kluczowe oraz dodanie właściwych etykiet (tagów).
Pozostałe elementy, ważne z punktu pozycjonowania wideo, to między innymi:
- odnośniki przychodzące;
- liczba wyświetleń filmu;
- komentarze i oceny;
- liczba subskrybentów i widzów kanału (autorytet kanału);
- jakość materiału.